# Fusil de francotirador Alejandro
El Alejandro es un fusil de francotirador de cerrojo, diseñado y fabricado en Cuba por la Unión de Industrias Militares (UIM).
Fue bautizado con el nombre clave empleado por Fidel Castro cuando combatía en la Sierra Maestra, que también era su segundo nombre.

## Diseño
El Alejandro es un fusil de precisión empleado por todas las ramas de las Fuerzas Armadas Revolucionarias de Cuba. Se inició su diseño hacia fines de 2001 e inicios de 2002, emplea el cartucho 7,62 x 54 R y es alimentado desde un depósito interno fijo, con capacidad para 8 cartuchos.
Aunque puede emplear diferentes modelos de miras telescópicas, incluso modelos occidentales, su mira telescópica estándar es la PSO-1. El fusil ha mostrado un buen desempeño, pero debido a su origen no ha llamado la atención de la prensa extranjera.[cita requerida]